# 杉城镇
杉城镇是中国福建省三明市泰宁县下辖的一个镇，位于泰宁县中部，是泰宁县政府所在地，东接将乐县，南与梅口乡、下渠乡相邻，西靠大田乡，西北与建宁县邻接，北邻朱口镇、上青乡、新桥乡。 区域面积226.5平方千米。

## 行政区划
杉城镇共辖有以下地区：
城东社区、水东社区、水西社区、北洲社区、炉峰社区、和平社区、民主村、水南村、胜一村、胜二村、红卫村、红光村、南会村、吕家坊村、八里桥村、东石村、王石村、长兴村、梅桥村、邱洪村、洋川村、调村、丰岩村、南溪村、磜溪村、帐干村、大坪村、普洞组生产队和同兴社生活区。